# Réseau des trains suburbains de Belfast
Le Réseau des trains suburbains de Belfast est un réseau de transport en commun ferroviaire desservant Belfast et son agglomération.

## Réseau

### Présentation
| Ligne                | Terminus           | Photo | LongueurLongueur en kilomètres | Stations | Tracé |
| -------------------- | ------------------ | ----- | ------------------------------ | -------- | ----- |
| Larne line           | Larne Harbour (en) |       | 37                             |          |       |
| Portadown/Newry line | Newry              |       | 86                             |          |       |
| Bangor line          | Bangor (en)        |       | 20,7                           |          |       |